# Brønnøy kirke
Die evangelisch-lutherische Brønnøy kirke (deutsch: Brønnøy-Kirche) ist eine neugotische steinerne Kreuzkirche in Brønnøysund in der norwegischen Provinz (fylke) Nordland. Die Kirche in der heutigen Form stammt aus dem Jahr 1870, nachdem die vorherige Kirche bei einem Brand zerstört wurde, enthält jedoch noch Mauerwerk der früheren Kirche aus dem Mittelalter.

## Geschichte

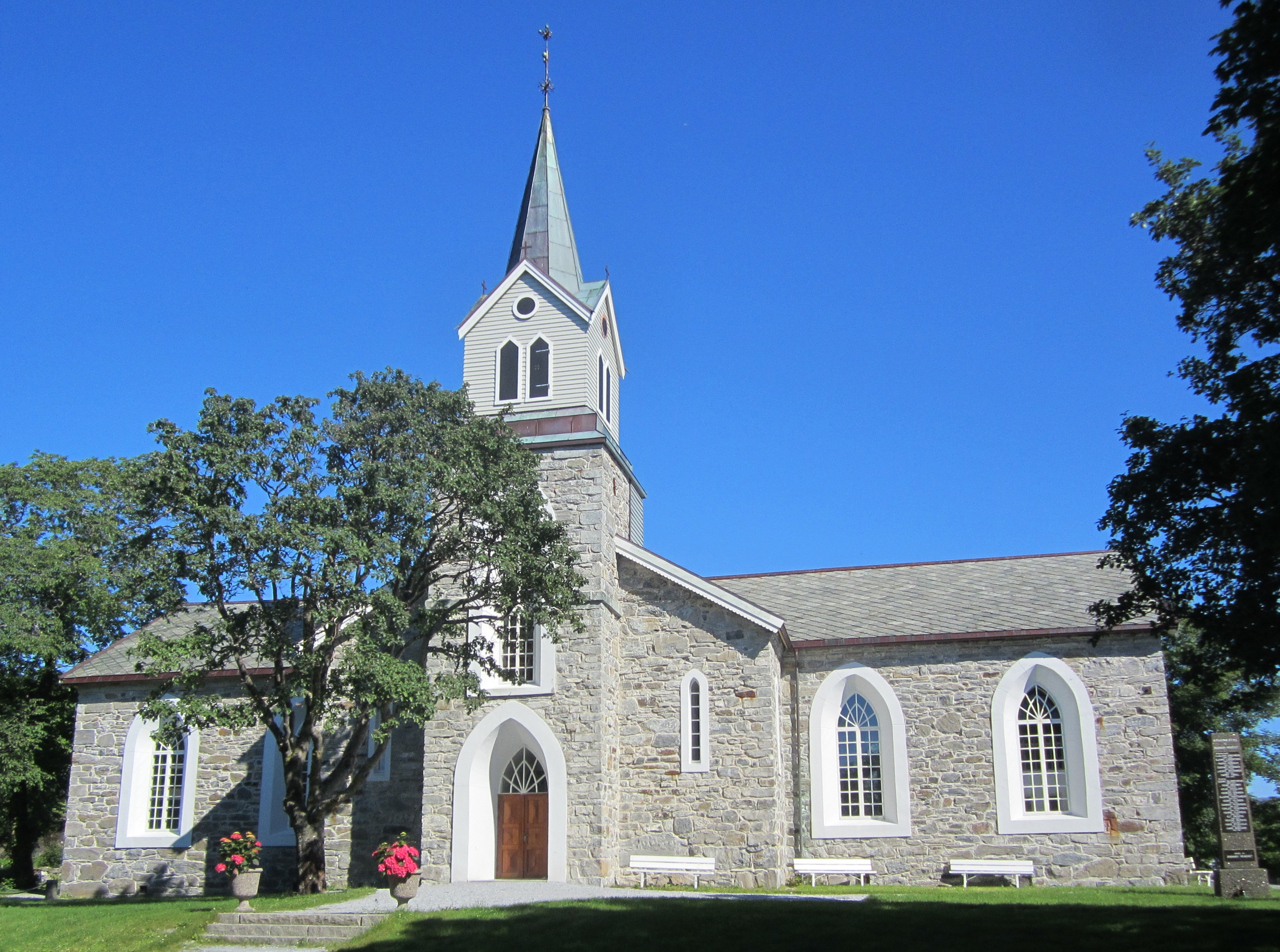
Die Brønnøy-Kirche mit Blick aus Westen auf den Haupteingang

Wann die erste Kirche in Brønnøy entstand, ist nicht überliefert. Nachdem das Christentum in Norwegen jedoch bereits ab 1030 einen Durchbruch erlebte, wird von Historikern davon ausgegangen, dass es 1152, als das Bistum Nidaros vom päpstlichen Legaten Kardinal Nicholas Breakspear zum Erzbistum erhoben wurde, mit Sicherheit bereits eine kleine Stabkirche in Brønnøy gab. Die erste Steinkirche entstand dann um das Jahr 1184 im Auftrag des Erzbischofs Øystein Erlendsson in Brønnøysund unter dem Namen Brunøyar kirke. Die damalige Kirche war in Ost-West-Richtung ausgerichtet und das Kirchenschiff rund 12 Meter lang. Diese Kirche stand an der Stelle des heutigen Bauwerks bis 1866, als sie bei einem Brand zerstört wurde. Bereits ein knappes Jahrhundert zuvor geriet die Kirche am 17. Oktober 1772 nach einem Blitzschlag in das Dach des Glockenturms in Brand, konnte danach jedoch wieder instand gesetzt werden. Bald darauf wurde die Kirche zu klein und zwischen 1798 und 1800 um einen steinernen Kreuzarm im Norden erweitert, der Nykirke (deutsch: neue Kirche) genannt wurde. 1848 bekam die Kirche eine erste Orgel, gestiftet vom Kaufmann Carl Stephansen aus Kvaløya. Nach einem neuerlichen Blitzschlag in der Nacht des Heiligabend 1866 brannte die Kirche jedoch vollständig aus und sämtliche Einrichtungsgegenstände wurden dabei zerstört, auch das Mauerwerk teils schwer beschädigt. Nach dem Brand zeichnete der damalige Bürgermeister der Gemeinde Brønnøy und spätere Stortingspräsident Sivert Nielsen die Kirche und vermaß sie. Aufgrund dieser Dokumentation sind heute noch die Abmessungen der alten Kirche bekannt.
In den folgenden Jahren wurde dann die neugotische Kreuzkirche in der heutigen Form nach einem Entwurf des Architekten Håkon Adelstein Mosling aus grauem kristallinen Kalkstein und Marmor erbaut. Es wird angenommen, dass dabei große Teile des Hauptschiffs von der ursprünglichen Kirche übernommen wurden, da bei einem Anbau Mitte des 20. Jahrhunderts alte Specksteinschichten im Mauerwerk gefunden wurden. Diese Annahme festigte sich, als bei archäologischen Untersuchungen zwischen 2005 und 2008 im Zuge der jüngsten Renovierung Mauerteile entdeckt wurden, die aus dem 12. Jahrhundert stammen.
1869 erhielt Bürgermeister Sivert Nielsen das Mandat, eine neue Kirchenglocke bei Lars Rustad in Trondheim zu bestellen. Die vorherigen Glocken waren beim Brand geschmolzen. Die neue Kirche wurde dann am 28. September 1870 durch Bischof Hvoslef eingeweiht und verfügte damals über 650 Sitzplätze. Die Stahlglocke von 1869 wurde 1921 durch eine neue Glocke von Olsen & Sønns Klokkestøperi aus Tønsberg ersetzt. 1958 wurde die heutige Sakristei als steinerner Anbau angefügt und die Kirche renoviert. Die jüngste umfassende Renovierung fand dann von 2004 bis 2008 statt, die Kirche hat seither noch 450 Sitzplätze.
Durch eine Spendensammlung wurde 1879 eine neue mechanische Orgel angeschafft; diese schuf Claus Jensen, einer der bedeutendsten Orgelbauer Norwegens. Sie ist bis heute erhalten und wurde bei der Renovierung in den Originalfarben restauriert. Sie war bis 1960 in Betrieb, bevor sie durch eine elektrische Jørgensen-Orgel ersetzt wurde. Letztere wurde schließlich 2008 gegen eine neue, 30-stimmige Orgel des Orgelbauers Carsten Lund aus Kopenhagen ausgetauscht.

## Tusenårssted und Kulturdenkmal
Im Jahr 2000 wurde die Brønnøy-Kirche und der dazugehörige südwestlich liegende alte Friedhof zum Tusenårssted (deutsch: Millennium-Standort) der Gemeinde Brønnøy benannt. Seit 2001 sind die Brønnøy-Kirche und der alte Friedhof auch als Kulturdenkmäler geschützt. Der alte Friedhof wird seit 1945 nicht mehr genutzt. Der neue, heutige Friedhof wurde Anfang des 20. Jahrhunderts auf einer ehemaligen Ackerfläche nordöstlich der Kirche eingerichtet und liegt heute, wie auch die Kirche, mitten in Brønnøysund.

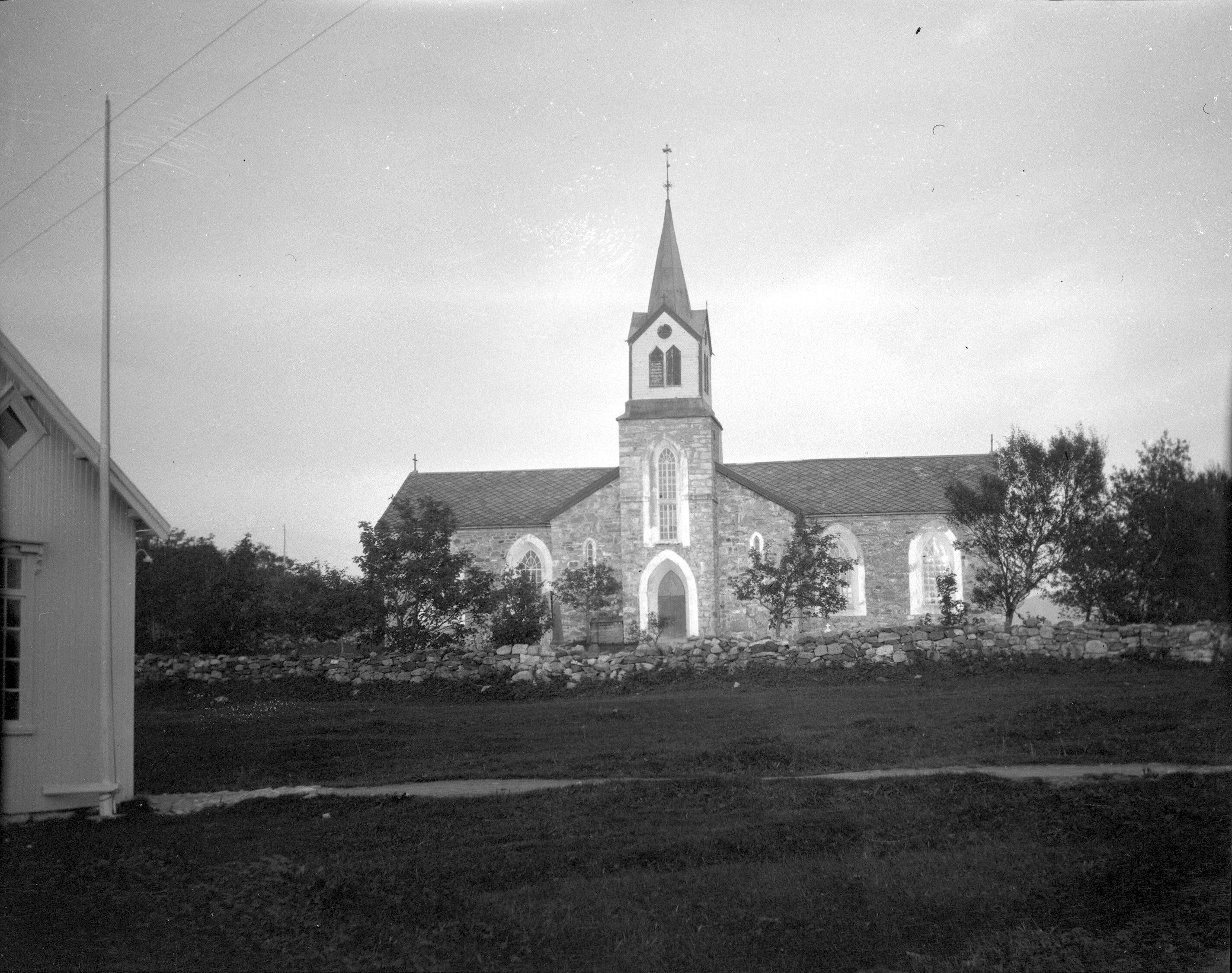
Die Brønnøy-Kirche in den 1930er Jahren
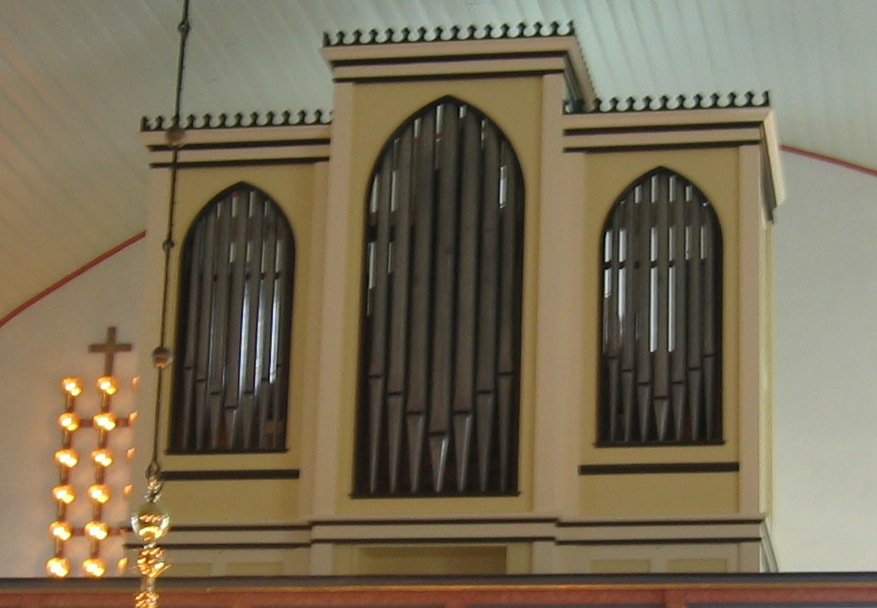
Die alte Orgel von Claus Jensen aus dem Jahr 1879
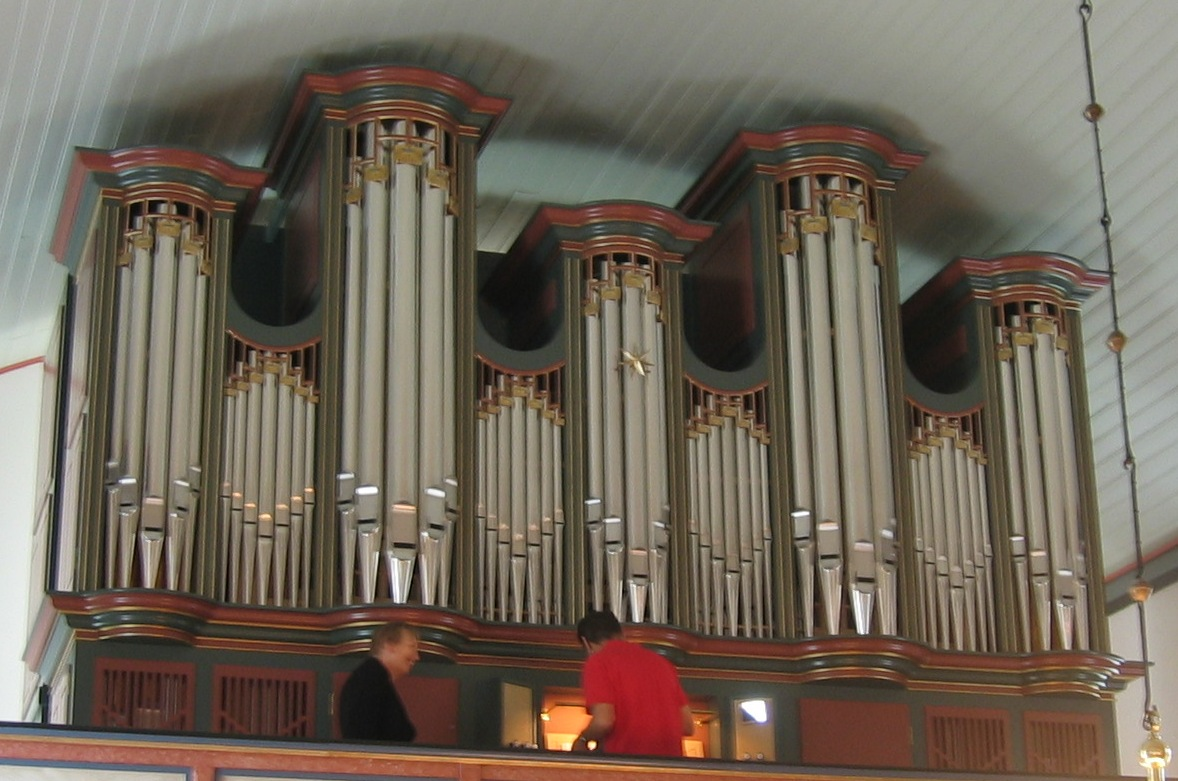
Die neue Orgel von 2008
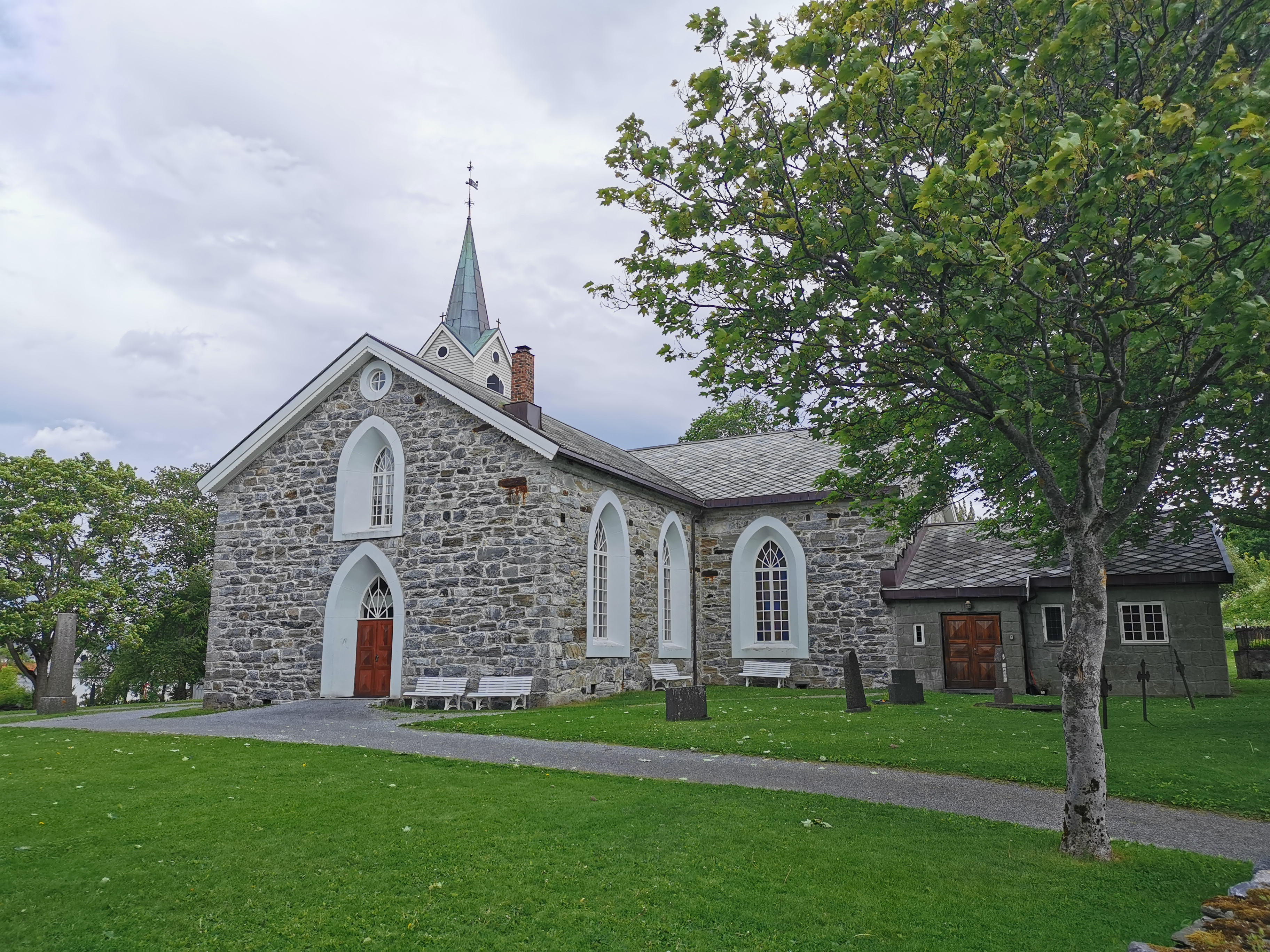
Die Brønnøy-Kirche mit Blick aus Südosten, rechts im Bild die 1958 angebaute Sakristei